# Liste der Stolpersteine in Lünen
Die Liste der Stolpersteine in Lünen enthält alle 63 Stolpersteine, die im Rahmen des gleichnamigen Kunstprojekts von Gunter Demnig in Lünen (Nordrhein-Westfalen) verlegt wurden. Mit ihnen soll an Opfer des Nationalsozialismus erinnert werden, die in Lünen lebten und wirkten. Die ersten Stolpersteine in Lünen wurden am 7. September 2009 verlegt. Organisiert wurde es von der evangelischen und der katholischen Kirche, einem Apotheker, einer Privatperson sowie der örtlichen SPD. Anschließend wurden weitere Steine am 22. April 2014 verlegt. Hier war der damalige NRW-Arbeitsminister Guntram Schneider der Hauptredner. Es folgte eine Reinigungsaktion aller Stolpersteine am 8. Mai 2015 aus Anlass des 70. Jahrestages des Endes des Zweiten Weltkriegs. Beides wurde von der SPD durchgeführt. Danach bildete sich ein „Arbeitskreis Lüner Stolpersteine“ aus den bisher aktiven, ehrenamtlichen Bürgerinnen und Bürgern bzw. Organisationen. Hinzu kam der Leiter des Lüner Stadtarchivs. Später folgten weitere Interessierte, unter anderem ein Lüner Kulturpreisträger. Weitere Aktivitäten erfolgten in den Jahren 2016 und 2017. Neue Stolpersteine wurden verlegt, abhandengekommene Stolpersteine und die mit falschen Daten versehenen wurden erneuert. Am 28. Oktober 2018 wurden am 80. Jahrestag der sogenannten „Polenaktion“ weitere Steine gelegt. Am 7. Februar 2019 kamen sechs Stolpersteine hinzu.
Weitere sollten im Juni 2020 in der Lüner Stadtmitte folgen. Einen Termin für den Vortrag und die Verlegung an drei Standorten in Lünen gab es bereits. Am Dienstag, 23. Juni, sollte es so weit sein. Wegen der COVID-19-Pandemie wurde der Termin abgesagt.
Am 13. September 2021 wurden fünf Stolpersteine zum Gedenken an die Familie Aronstein und zwei weitere Stolpersteine zum Gedenken an die Familie Elsoffer (Werner und Martha Elsoffer) vor den Wohnhäusern an der Cappenberger Straße 35 c und 35 d verlegt. Kurz danach konnten am 17. November 2021 vor dem Wohnhaus Knappenweg 38 sieben Steine für die Familie Rose sowie an der Münsterstraße 101 drei Steine für die Familie Salomons verlegt werden.
Am 13. Juni 2022 wurden vier Stolpersteine zum Gedenken an die Familie Levy vor dem Wohnhaus Langestraße 49 und drei weitere Stolpersteine zum Gedenken an die Familie Gumbert vor dem Wohnhaus Langestraße 53 von dem Künstler Gunter Demnig persönlich verlegt.
Am 27. Oktober 2023 wurden zwei weitere Stolpersteine zum Gedenken an Walter Hermanspann und Reinhold Blankensee verlegt.
Erstmalig wird in Lünen an den militärischen Widerstand gegen den Kriegstreiber und Diktator Adolf Hitler in Form eines Stolpersteins gedacht.
Er wird für ein Opfer der Nazis verlegt, dessen Widerstand darin bestand, sich dem Krieg und dem Vernichtungsfeldzug der Wehrmacht zu widersetzen.
Der zweite Stein erinnert an Reinhold Blankensee, der als ehemaliger Stadtverordneter in Lünen und Mitglied der Kommunistischen Partei Deutschlands (KPD) politisch verfolgt und zuletzt in einem Konzentrationslager ermordet wurde.
Am 4. Juni 2024 wurden für Wilhelm Kaminski und Robert Köhler Erinnerungssteine in die Gehsteige vor ihren ehemaligen Wohnungen verlegt.
Am 1. Oktober 2024 wurden in Lünen vier weitere Stolpersteine verlegt. Sie erinnern an die Eheleute Josef Isidor Stiefel mit Henriette Stiefel und ihrer Schwester Anna Schutz und Bronislaus Mielcarek
in Lünen. Dabei unterstützen Schülerinnen und Schüler der Ludwig-Uhland-Realschule aus Lünen-Horstmar kulturell die Veranstaltung. Dr. Christian Lüdtke, aktueller Präsident vom Rotary Club Lünen-Werne, wird ein Grußwort sprechen. Der Club wird genau wie die Schule einen Stein sponsern. Gisela Sons und Katrin Rieckermann die viel Recherchearbeit vollbrachten, werden über die einzelnen Schicksale der NS-Opfer berichten.
Pressemitteilung vom 12.9.2024
ARBEITSKREIS LÜNER STOLPERSTEINE
Emma und Erna Blumrodt – NS-Opfer in Heilanstalten, zwei Stolpersteine verlegt am Montag, den 17. März 2025 in Lünen auf dem Bürgersteig vor dem Haus der Bebelstraße 95.
Am 11. April 2025 hat der „Arbeitskreis Lüner Stolpersteine“ besonders an die Opfer der Nationalsozialisten erinnert.
Aus diesem Anlass wurden gegenüber dem Haus Borker Straße 13 und auf dem Grundstück der Altstadtstraße 1, vor der St.-Marienkirche, Tafeln enthüllt, die an die ehemaligen „Ghettohäuser“ – im Nazijargon „Judenhäuser“ genannt – erinnern. In die Häuser wurden mehrere Lüner Bürgerinnen und Bürger jüdischer Herkunft zwangseingewiesen. Sie lebten ohne Privatsphäre und unter schwierigsten Versorgungsbedingungen zusammen mit anderen Familien eng aufeinander, bevor man sie in unterschiedliche Konzentrationslager deportierte. Die meisten wurden von den Nazis ermordet.
Damit erinnern in Lünen 63 Stolpersteine an die Opfer der NS-Zeit.

## Verlegte Stolpersteine
| Adresse | Verlegedatum | Person, Inschrift | Bild | Biografie und Anmerkungen |
| --- | --- | --- | --- | --- |
| Bebelstraße 95 (Lage) | | | | |
| 17. März 2025 | Hier wohnte Emma Blumrodt geb Tölle JG.1893 Eingewiesen 1934 Heil- und Pflegeanstalt Düsseldorf-Grafenberg Dortmund-Aplerbeck Zwangssterilisiert 1934 1936 Heilanstalt Gütersloh Tot 24.8.1938 | | Emma Elisabeth Frieda Blumrodt, geb. Tölle, kam am 13. Juni 1893 als drittes Kind des Tischlers Louis Tölle und seiner Frau Emma, geb. Hartung, in Niedergebra in Thüringen zur Welt. Die Familie zog im April 1899 ins nahe gelegene Mühlhausen. Fünf ihrer neun Geschwister starben bereits kurz nach der Geburt. Dieser Umstand ebenso wie die vielen Umzüge in Mühlhausen deuten auf große Armut hin. Im Alter von 25 Jahren brachte sie ihren Sohn Ludwig als uneheliches Kind zur Welt. In der Meldekartei der Familie stand lediglich „Ein Kind, geb. 16. August 1918“. 1920 heiratete sie den Bergmann Otto Blumrodt aus Menteroda, um später mit ihm in die Bergbaustadt Lünen zu ziehen. Dort war sie als Hausangestellte und Köchin tätig. (Quelle RN vom 20.08.2024 Dr. Tom Tölle führte die Recherchen durch.) | |
| 17. März 2025 | Hier wohnte Erna Blumrodt JG.1921 zwangssterilisiert 31.10.1935 Städt. Krankenanstalten Dortmund                                                                                               | | Stolpersteine für Emma und Erna Blumrodt aus Lünen Die Tochter, Erna Blumrodt, wurde am 21. Januar 1921 noch in Menteroda im damaligen Kreis Gotha in Thüringen geboren. Der letzte selbstgewählte Wohnort Emma Blumrodts und ihrer Tochter lag in der damaligen Kaiserstraße, heute Bebelstraße 95, in Lünen. | |
| Ehemalige Adresse Borker Str. 6 Das Wohnhaus wurde bereits abgebrochen. Gegenüber befindet sich die Borker Str. 13. (Lage)          | 1. Okt. 2024 | Hier wohnte und arbeitete Josef Isidor Stiefel JG. 1882 Opfer des Pogroms Schutzhaft 1938 Lünen Steinwache Dortmund Deportiert 1942 Ghetto Zamosc Ermordet 1942               | | Josef Isidor Stiefel betrieb im Alter von 40 Jahren seit 1921 als alleiniger Besitzer einen Gewerbebetrieb für Öle, Fette, Bergwerksbedarf und chemische Produkte an der Gasstraße 6 in Lünen. Zusammen mit seiner Frau Henriette wohnten beide in dem eigenen Haus Borker Straße 6. Hier wohnte später auch Anna Schutz die Schwester von Henriette Stiefel, |
| Ehemalige Adresse Borker Str. 6 Das Wohnhaus wurde bereits abgebrochen. Gegenüber befindet sich die Borker Str. 13. (Lage)          | 1. Okt. 2024 | Hier wohnte Henriette Stiefel geb. Schutz JG. 1881 Deportiert 1942 Ghetto Zamosc Ermordet 1942                                                                                | | Henriette Stiefel Ehefrau von Josef Isidor Stiefel |
| Ehemalige Adresse Borker Str. 6 Das Wohnhaus wurde bereits abgebrochen. Gegenüber befindet sich die Borker Str. 13. (Lage)          | 1. Okt. 2024 | Hier wohnte Anna Schutz JG. 1885 Deportiert 1942 Theresienstadt Ermordet 26.10.1942                                                                                           | | Anna Schutz die Schwester von Henriette Stiefel, war zuckerkrank, linksseitig gelähmt und herzkrank. Sie lebte zuletzt noch einige Monate in dem Abrisshaus in der Altstadtstraße 1, welches auch als Ghettohaus genutzt wurde. Sie wurde mit einem Transport am 30. Juli 1942 von Dortmund aus nach Theresienstadt gebracht. Hier starb sie am 26. Oktober 1942. |
| Ehemalige Adresse Engelstr. 14. Das Wohnhaus wurde bereits abgebrochen. Hier befindet sich jetzt ein Parkplatz von McDonald. (Lage) | 1. Okt. 2024 | Hier wohnte Bronislaus Mielcarek JG. 1912 Desertiert 1942 Gefängnis Dortmund Todesurteil Flucht Stalino/Ukraine Tot bei Bombenangriff 1943                                    | | Bronislaus Mielcarek als Deserteur zum Tode verurteilt starb er in der Ukraine. Er war Vater der beiden Kinder Magret und Roselinde. Im Alter von 27 Jahren war er vom 23. September bis 5. Oktober 1940 wegen Arbeitsverweigerung im Polizeigefängnis Dortmund inhaftiert. 1942 entschied er sich, dem Krieg und Vernichtungsfeldzug der Wehrmacht zu widersetzen und desertierte. Anschließend wurde er ergriffen und zum Tode verurteilt. Bei einem Bombenangriff auf das Gefängnis konnte er jedoch fliehen. 1943 wurde er erneut von den Nazis aufgegriffen und in „Stalino“, der heutigen Stadt Donezk in der Ukraine, inhaftiert. |
| Wirthstr. 15b (Lage) | 4. Juni 2024 | Hier wohnte Wilhelm Kaminski JG. 1904 im Widerstand / KPD inhaftiert / misshandelt April 1933 Gerichtsgefängnis Lübeckerhof / Dortmund ermordet 25.07.1933                    | | Wilhelm Kaminski schrieb aus dem Gefängnis „Lübecker Hof“ einen Monat nach seiner Verhaftung den Brief an seine Frau Rosa Kaminski - Handgeschriebener_Brief - Handgeschriebener Brief vom 7. Mai 1933 von Wilhelm Kaminski aus dem Gefängnis „Lübecker Hof“, an seine Frau Rosa Kaminski, geb. Krone. - Handgeschriebener Brief vom 7. Mai 1933 von Wilhelm Kaminski aus dem Gefängnis „Lübecker Hof“, an seine Frau Rosa Kaminski, geb. Krone. - Handgeschriebener Brief vom 7. Mai 1933 von Wilhelm Kaminski aus dem Gefängnis „Lübecker Hof“, an seine Frau Rosa Kaminski, geb. Krone. - Handgeschriebener Brief vom 7. Mai 1933 von Wilhelm Kaminski aus dem Gefängnis „Lübecker Hof“, an seine Frau Rosa Kaminski, geb. Krone. - Abschrift von Udo Kath am 16.4.2024 eines vierseitigen, in Sütterlin handgeschriebenen Briefes vom 7. Mai 1933 von Wilhelm Kaminski aus dem Gefängnis „Lübecker Hof“, an seine Frau Rosa Kaminski, geb. Krone. - Abschrift von Udo Kath am 16.4.2024 eines vierseitigen, in Sütterlin handgeschriebenen Briefes vom 7. Mai 1933 von Wilhelm Kaminski aus dem Gefängnis „Lübecker Hof“, an seine Frau Rosa Kaminski, geb. Krone. Abschrift von Udo Kath am 16.4.2024 eines vierseitigen, in Sütterlin handgeschriebenen Briefes vom 7. Mai 1933 von Wilhelm Kaminski aus dem Gefängnis „Lübecker Hof“, an seine Frau Rosa Kaminski, geb. Krone. Wilhelm Kaminski kam am 8. April 1933 nach Dortmund ins Gefängnis „Lübecker Hof“. Er war damals 28 Jahre, seine Frau 21 Jahre und seine Tochter Helga 2 Jahre alt. |
| Jägerstr. 25 (Lage) | 4. Juni 2024 | Hier wohnte Robert Köhler JG. 1824 Im Widerstand Rote Hilfe Deutschlands 1939 Steinwache Dortmund KZ Sachsenhausen 1940 KZ Dachau ermordet 26.02.1941                         | | Robert Köhler wurde 1884 in Moskau geboren und wohnte zuletzt in der damaligen Horst-Wessel-Straße, die mittlerweile Jägerstraße heißt. Er war katholisch, Arbeiter, und verheiratet mit Anna Köhler. Das Ehepaar hatte zwei Kinder. Robert Köhler war wegen seiner antifaschistischen Überzeugung bekannt. Er gehörte keiner Partei an, war jedoch Mitglied der Roten Hilfe Deutschlands (RHD), die der Kommunistischen Partei Deutschlands (KPD) nahestand. Später wurde er für seine Mitgliedschaft in der RHD und angeblicher „Werkssabotage“ von der Gestapo verhaftet. Nach einer Haftzeit in der „Steinwache“ in Dortmund und im KZ Sachsenhausen wurde er nach Dachau deportiert und dort 1941 unter Angabe von „Versagen von Herz und Kreislauf“ als Todesursache ermordet. |
| Moltkestraße 42 (Lage) | 27. Okt. 2023 | Hier wohnte Reinhold Blankensee JG. 1889 im Widerstand / KPD mehrmals verhaftet 1933 KZ Esterwegen 1944 KZ Sachsenhausen 1945 KZ Neuengamme ermordet 10.3.1945                | | Reinhold Blankensee, der als ehemaliger Stadtverordneter in Lünen und Mitglied der Kommunistischen Partei Deutschlands (KPD) politisch verfolgt und zuletzt in einem Konzentrationslager ermordet wurde. |
| Friedrichstraße 40 / Ecke Röntgenstraße (Lage)                                                                                      | 27. Okt. 2023 | Hier wohnte Walter Hermanspann JG. 1920 desertiert 1940 Frankreich inhaftiert erneut desertiert 1942 verhaftet 1943 Köln Zuchthaus Siegburg ermordet 25.3.1945                | | Walter Hermanspann, der zweimal desertierte und am Ende des Zweiten Weltkrieges kurz vor seinem 25. Geburtstag ermordet wurde. |
| Cappenberger Straße 7 (Lage) | 7. Sep. 2009 | Hier wohnte Bernhard Samson JG. 1882 Opfer des Pogroms misshandelt von Nationalsozialisten gestorben an Folgen 10.4.1939                                                      | | Bei Bauarbeiten kam der Stolperstein für Bernhard Samson abhanden. Am 9. November 2017 wurde ein neuer Stein verlegt. Gleichfalls für seine Ehefrau Rosalie Samson, geb. Marx, Jahrgang 1885. Gedemütigt/Entrechtet, Flucht 1938 in die Dominikanische Republik. |
| Cappenberger Straße 7 (Lage) | 9. Nov. 2017 | Hier wohnte Bernhard Samson JG. 1882 Opfer des Pogroms Öffentlich misshandelt Flucht 1938 Dominikanische Republik Tot an den Folgen 10.4.1939                                 | | Bei Bauarbeiten kam der Stolperstein für Bernhard Samson abhanden. Am 9. November 2017 wurde ein neuer Stein verlegt. Gleichfalls für seine Ehefrau Rosalie Samson, geb. Marx, Jahrgang 1885. Gedemütigt/Entrechtet, Flucht 1938 in die Dominikanische Republik. |
| Cappenberger Straße 7 (Lage) | 9. Nov. 2017 | Hier wohnte Rosalie Samson geb. Marx JG. 1885 Gedemütigt/Entrechtet Flucht 1939 Dominikanische Republik                                                                       | | Bei Bauarbeiten kam der Stolperstein für Bernhard Samson abhanden. Am 9. November 2017 wurde ein neuer Stein verlegt. Gleichfalls für seine Ehefrau Rosalie Samson, geb. Marx, Jahrgang 1885. Gedemütigt/Entrechtet, Flucht 1939 in die Dominikanische Republik. Sie starb am 8. Dezember 1966 in Hannover. |
| Cappenberger Straße 35c (Lage) | 7. Sep. 2009 | Hier wohnte Waldemar Elsoffer JG. 1877 Opfer des Pogroms von Nationalsozialisten am 10.11.1938 in der Lippe ertränkt                                                          | | Ein Weg wurde in Lünen-Nord nach ihm benannt. Es wurde ein neuer Stolperstein verlegt mit dem richtigen Geburtsjahr 1888. (Jan. 2016) s. auch: Autor: Georg Ludwig Braun: Geschichte der Elsoffer Juden S. 35 |
| Cappenberger Straße 35c (Lage) | 27. Jan. 2016 | Hier wohnte Waldemar Elsoffer JG. 1888 Opfer des Pogroms von Nationalsozialisten am 10.11.1938 in der Lippe ertränkt                                                          | | Ein Weg wurde in Lünen-Nord nach ihm benannt. Es wurde ein neuer Stolperstein verlegt mit dem richtigen Geburtsjahr 1888. geboren am 15. September 1888 in Elsoff wohnhaft in Lünen Todesdatum 10. November 1938 Todesort Lünen |
| Cappenberger Str. 35c (Lage) | 13. Sep. 2021 | Hier wohnte Martha Elsoffer Geb. Asser JG. 1891 Flucht 1938 England | | |
| Cappenberger Str. 35c (Lage) | 13. Sep. 2021 | Hier wohnte Werner Elsoffer Walter Werner Elsoffer JG. 1921 Flucht 1938 England 1939 Australien                                                                               | | |
| Cappenberger Str. 35d (Lage) | 13. Sep. 2021 | Hier wohnte Hermann Markus Aronstein JG. 1893 Opfer des Pogroms Nazis versuchten ihn zu ertränken deportiert 1943 ermordet in Auschwitz                                       | | geboren am 21. April 1893 in Hamm/Westfalen, wohnhaft in Lünen Deportation 1943, Auschwitz, Konzentrations- und Vernichtungslager Todesdatum 21. Dezember 1945 |
| Cappenberger Str. 35d (Lage) | 13. Sep. 2021 | Hier wohnte Else Aronstein geb. Auerbach JG. 1893 deportiert 1943 ermordet in Auschwitz                                                                                       | | geb. Auerbach geboren am 1. Februar 1893 in Telgte / Münster i. Westfalen wohnhaft in Lünen Deportation Auschwitz, Konzentrations- und Vernichtungslager für tot erklärt |
| Cappenberger Str. 35d (Lage) | 13. Sep. 2021 | Hier wohnte Ursel Aronstein JG. 1922 deportiert 1943 Schicksal unbekannt | | |
| Cappenberger Str. 35d (Lage) | 13. Sep. 2021 | Hier wohnte Elga Aronstein JG. 1928 Flucht 1938 Holland interniert Westerbork deportiert 1943 Sobibor ermordet 21.5.1943                                                      | | |
| Cappenberger Str. 35d (Lage) | 13. Sep. 2021 | Hier wohnte Inge Aronstein JG. 1938 Opfer Flucht 1937 Holland interniert Westerbork deportiert 1944 > Bergen - Belsen Palästina Austausch Haifa 10.7.1944                     | | |
| Lange Straße 49 (Lage) | 13. Juni 2022 | Hier wohnte und arbeitete Paul Levy Jg. 1888 Metzger 1938 Flucht nach Palästina 1940 zurückgekehrt nach Palestina Untergang der MS Patria überlebt                            | | |
| Lange Straße 49 (Lage) | 13. Juni 2022 | Hier wohnte und arbeitete Lina Levy Geb. Salmang / Verw. Dahl Jg. 1892 1938 Flucht nach Palästina 1940 zurückgekehrt nach Palästina Untergang der MS Patria überlebt          | | |
| Lange Straße 49 (Lage) | 13. Juni 2022 | Hier wohnte Else Dahl Else Dahlith Verh. Saalberg Jg. 1913 1937 Flucht nach Palästina                                                                                         | | |
| Lange Straße 49 (Lage) | 13. Juni 2022 | Hier wohnte Ernst Levi Yacov Levi Jg. 1923 1937 Schulverbot Freiherr-vom-Stein-Gymnasium Flucht Palästina Rettungswerk Jugend-Alijah                                          | | |
| Lange Straße 53 (Lage) | 13. Juni 2022 | Hier wohnte Siegmund Gumbert Jg. 1886 1938 Flucht nach Argentinien | | |
| Lange Straße 53 (Lage) | 13. Juni 2022 | Hier wohnte Helena Gumbert Geb. Hertz Jg. 1887 1938 Flucht nach Argentinien                                                                                                   | | |
| Lange Straße 53 (Lage) | 13. Juni 2022 | Hier wohnte Edith Gumbert Verh. Nassau Jg. 1921 1938 Flucht nach Argentinien                                                                                                  | | |
| Derner Straße 129 (Lage) | 7. Feb. 2019 | Hier wohnte Jakob Bink JG. 1886 Im Widerstand / KPD „Schutzhaft“ 1933 seit 1935 mehrere Gefängnisse, KZ Auffanglager Hörde ermordet April 1945 Rombergpark Dortmund           | | |
| Gahmener Straße 160a (Lage) | 7. Feb. 2019 | Hier wohnte Bernhard Höltmann JG. 1891 Im Widerstand / KPD „Schutzhaft“ 1933 verhaftet 30.3.1945 Auffanglager Hörde ermordet April 1945 Rombergpark Dortmund                  | | |
| Gahmener Straße 229 (Lage) | 13. Juli 2016 | Hier wohnte Hugo Terhoch JG.1887 Flucht 1936 Holland interniert Westerbork deportiert 1943 Auschwitz ermordet 27.8.1943                                                       | | geboren am 25. Oktober 1887 in Drensteinfurt / Lüdinghausen / Westfalen Wohnhaft in Lünen Emigration: 18. Februar 1939, Niederlande Inhaftierung: 23. Juli 1943 – 24. August 1943, Westerbork |
| Gahmener Straße 229 (Lage) | 13. Juli 2016 | Hier wohnte Julie Terhoch geb. Levy JG. 1887 Flucht 1936 Holland, interniert Westerbork, deportiert 1943 Auschwitz, ermordet 27. August 1943                                  | | geboren am 9. Dezember 1887 in Geistingen (Hennef)/Siegkreis/Rheinprovinz wohnhaft in Lünen Emigration 18. Februar 1939, Niederlande Inhaftierung 23. Juli 1943 – 24. August 1943, Westerbork, Sammellager Deportation ab Westerbork 24. August 1943, Auschwitz, Konzentrations- und Vernichtungslager Todesdatum 27. August 1943 Todesort Auschwitz, Vernichtungslager für tot erklärt |
| Gahmener Straße 229 (Lage) | 13. Juli 2016 | Hier wohnte Ilse Lina Terhoch JG. 1921 Flucht 1939 Holland, interniert Westerbork, deportiert 1942 Auschwitz, ermordet 30. September 1942                                     | | geboren am 29. Januar 1921 in Lünen / Westfalen wohnhaft in Lünen und Lütgeneder Emigration: 18. Februar 1939, Niederlande, Inhaftierung: 16. Juli 1942, Westerbork, Deportation ab Westerbork 16. Juli 1942, Auschwitz |
| Gahmener Straße 229 (Lage) | 13. Juli 2016 | Hier wohnte Lore Terhoch JG. 1922 Flucht 1936 Holland, interniert Westerbork, deportiert 1944 KZ Bergen-Belsen, auf Transport von US-Truppen befreit April 1945               | | Später verheiratete Gottlieb. Es gibt ein Interview mit ihr, 2016 in Haifa, verwendet in einem Film von Michael Kupczyk, Die Kinder der Turnstunde DVD, 2016, mit Begleitheft |
| Gahmener Straße 229 (Lage) | 13. Juli 2016 | Hier wohnte Elsa Terhoch JG. 1925 Flucht 1936 Holland, Mit Hilfe überlebt | | geboren am 7. Januar 1925 in Lünen ab 1940 lebte sie unter falscher Identität bei einem Bauern in Venlo emigrierte 1948 nach Palestina WDR-Angebot gegen das Vergessen: Als sie vom Ende des Zweiten Weltkrieges erfährt, ist Elsa Terhoch 20 Jahre alt. |
| Horstmarer Straße 28 (Lage) | 22. Apr. 2014 | Hier wohnte Eduard Petrat JG. 1882 im Widerstand / SPD Schutzhaft 1933 Gefängnis Lünen verhaftet 1944 Sachsenhausen 1945 Bergen-Belsen ermordet                               | | Eine Straße wurde in Lünen-Horstmar nach ihm benannt |
| Horstmarer Straße 30 (Lage) | 22. Apr. 2014 | Hier wohnte Auguste Schnackenbrock JG. 1889 im Widerstand / SPD Berufsverbot 1933 verhaftet 1944 Gefängnis Hörde Ravensbrück ermordet Jan 1945                                | | Eine Straße wurde in Lünen-Süd nach ihr benannt |
| Im Wiesengrund 13 (Lage) | 22. Apr. 2014 | Hier wohnte Heinrich Bußmann JG. 1896 im Widerstand / SPD Schutzhaft 1933 ab 1936 in Haft mehrere Konzentrationslager erschlagen 18.8.1942 Dachau                             | | Eine Schule wurde in Lünen nach ihm benannt |
| Jägerstraße 45 a (Lage) | 7. Sep. 2009 | Hier wohnte Albert Bruch JG. 1877 Opfer des Pogroms erschossen 10.11.1938 von Nationalsozialisten                                                                             | | |
| Jägerstraße 45 a (Lage) | 13. Juli 2016 | Hier wohnte Helene Bruch geb. Winter JG. 1877 Deportiert 1942, Ermordet in Auschwitz                                                                                          | | |
| Jägerstraße 46 (Lage) | 7. Feb. 2019 | Hier wohnte Johann Berg JG. 1896 Im Widerstand / KPD „Schutzhaft“ 1933 verhaftet 30.3.1945 Auffanglager Hörde ermordet April 1945 Rombergpark Dortmund                        | | |
| Jägerstraße 48 (Lage) | 7. Sep. 2009 | Hier wohnte Siegmund Kniebel JG. 1880 Opfer des Pogroms erschossen 10.11.1938 von Nationalsozialisten                                                                         | | |
| Knappenweg 38 (Lage) | 17. Nov. 2021 | Hier wohnte Werner Rose JG. 1920 verhaftet 1943 Steinwache Dortmund deportiert 1944 1945 Buchenwald ermordet                                                                  | | geboren am 26. September 1920 in Lünen/Westfalen wohnhaft in Lünen Deportation Auschwitz, Konzentrations- und Vernichtungslager 22. Januar 1945, Todesort Buchenwald, Konzentrationslager |
| Knappenweg 38 (Lage) | 17. Nov. 2021 | Hier wohnte Salomon Rose JG. 1881 Opfer des Pogroms misshandelt Schutzhaft 1938 verhaftet 1943 Steinwache Dortmund deportiert 1949 ermordet in Auschwitz                      | | geboren am 20. November 1881 in Pömbsen/Höxter/Westfalen, wohnhaft in Lünen Deportation 1943, Auschwitz, Konzentrations- und Vernichtungslager für tot erklärt |
| Knappenweg 38 (Lage) | 17. Nov. 2021 | Hier wohnte Betty Rose JG. 1882 geb. Grunewald Opfer des Pogroms misshandelt verhaftet 1943 Steinwache Dortmund deportiert 1943 ermordet in Auschwitz                         | | geboren am 10. April 1882 in Pömbsen/Höxter/Westfalen, wohnhaft in Lünen für tot erklärt |
| Knappenweg 38 (Lage) | 17. Nov. 2021 | Hier wohnte Regina Rose JG. 1908 Schicksal unbekannt | | |
| Knappenweg 38 (Lage) | 17. Nov. 2021 | Hier wohnte Hildegard Rose Gesch. Hannemann JG. 1910 verhaftet 1943 Steinwache / Dortmund deportiert 1944 ermordet in Auschwitz                                               | | geboren am 12. Juni 1910 in Twistringen/Syke/Hannover wohnhaft in Lünen und in Essen / Essen |
| Knappenweg 38 (Lage) | 17. Nov. 2021 | Hier wohnte Martha Rose JG. 1912 deportiert 1942 ermordet im besetzten Polen                                                                                                  | | |
| Knappenweg 38 (Lage) | 17. Nov. 2021 | Hier wohnte Klara Rose JG. 1913 verhaftet im September 1944 Arbeitslager Kassel Bettenhausen befreit                                                                          | | |
| Münsterstraße 101 (Lage) | 17. Nov. 2021 | Hier wohnte Paul Friederich Salomons JG. 1888 Flucht 1940 Holland interniert Westerbokk deportiert 1944 Theresienstadt ermordet 3.10.1944 Auschwitz                           | | |
| Münsterstraße 101 (Lage) | 17. Nov. 2021 | Hier wohnte Grete Salomons JG. 1891 geb. Judenberg Flucht 1940 Holland interniert Westerbork deportiert 1944 Theresienstadt ermordet 3.10.1944 in Auschwitz                   | | |
| Münsterstraße 101 (Lage) | 17. Nov. 2021 | Hier wohnte Irma Salomons JG. 1921 Flucht 1940 Holland interniert Westerbork deportiert 1944 Theresienstadt, Auschwitz Bergen - Belsen befreit Tot an Haftfolgen 25.5.1945    | | geboren am 15. Januar 1921 in Lünen/Westfalen, wohnhaft in Witten, Bielefeld und Dortmund Internierung / Inhaftierung 16. Februar 1942 - 18. Januar 1944, Westerbork, Sammellager Emigration 1. Februar 1940, Niederlande Deportation ab Westerbork 18. Januar 1944, Theresienstadt, Ghetto 18. Mai 1944, Auschwitz, Konzentrations- und Vernichtungslager Bergen-Belsen, Todesdatum 25. Mai 1945 Todesort Bergen-Belsen, Konzentrationslager für tot erklärt |
| Karl-Haarmann-Straße 90 (Lage) | 28. Okt. 2018 | Hier wohnte Stanislaus Rura JG. 1876 Gegner der NS-Diktatur Angehöriger der polnischen Minderheit Denunziert 1939 verhaftet 2.12.1939 Sachsenhausen ermordet 28.2.1941 Dachau | | |
| Saarbrücker Straße 25 (Lage) | 7. Feb. 2019 | Hier wohnte August Dombrowski JG. 1885 Im Widerstand / KPD „Schutzhaft“ 1933 Esterwegen verhaftet 30.3.1945 Auffanglager Hörde ermordet April 1945 Rombergpark Dortmund       | | |
| Sedanstraße 66 (Lage) | 7. Feb. 2019 | Hier wohnte Johann König JG. 1900 Im Widerstand / KPD „Schutzhaft“ 1933 verhaftet 30.3.1945 Auffanglager Hörde ermordet April 1945 Rombergpark Dortmund                       | | |
| Waltroper Straße 32 (Lage) | 28. Okt. 2018 | Hier wohnte Alter Bernhard Haberberg JG. 1896 Polenaktion 1938 Bentschen / Zbaszyn Krakau 1941 Ghetto Debica ermordet                                                         | | Haberberg, Alter Adolf Bernard Benzion geboren am 5. Mai 1896 in Warszawa/Warszawa/Russland wohnhaft in Lünen und in Dortmund ABSCHIEBUNG NACH Polen DEPORTATION ab Krakau 07. März 1941 Debica für tot erklärt |
| Waltroper Straße 32 (Lage) | 28. Okt. 2018 | Hier wohnte Fella Haberberg geb. Kohane JG. 1894 Polenaktion 1938 Bentschen / Zbaszyn Krakau 1941 Ghetto Debica ermordet                                                      | | geboren am 28. Februar 1894 in Kraków (dt. Krakau) / Galizien wohnhaft in Lünen und in Dortmund ABSCHIEBUNG NACH POLEN Polen INTERNIERUNG/INHAFTIERUNG 1939 Bentschen (Zbaszyn) Internierungslager DEPORTATION ab Krakau ermordet 07. März 1941, Debica |
| Waltroper Straße 32 (Lage) | 28. Okt. 2018 | Hier wohnte Herbert Haberberg JG. 1924 Polenaktion 1938 Bentschen / Zbaszyn Kindertransport 1939 England                                                                      | | |
| Waltroper Straße 32 (Lage) | 28. Okt. 2018 | Hier wohnte Manfred Haberberg JG. 1932 Polenaktion 1938 Bentschen / Zbaszyn Kindertransport 1939 England                                                                      | | |
| Waltroper Straße 62 (Lage) | 28. Okt. 2018 | Hier wohnte Alfred Portje JG. 1890 Flucht 1937 Holland seit 2.10.1941 versteckt in Bodenkammer mit Hilfe überlebt                                                             | | |
| Waltroper Straße 62 (Lage) | 28. Okt. 2018 | Hier wohnte Erna Portje JG. 1897 Flucht 1937 Holland seit 2.10.1941 versteckt in Bodenkammer mit Hilfe überlebt                                                               | | |
| Waltroper Straße 62 (Lage) | 28. Okt. 2018 | Hier wohnte Günter Portje JG. 1924 Flucht 1937 Holland interniert Westerbork deportiert 1941 ermordet in Auschwitz                                                            | | |
| Waltroper Straße 62 (Lage) | 28. Okt. 2018 | Hier wohnte Helga Portje JG. 1929 Flucht 1937 Holland seit 2.10.1941 versteckt in Bodenkammer mit Hilfe überlebt                                                              | | |
| Wörthstraße 5 (Lage) | 7. Feb. 2019 | Hier wohnte Josef Kriska JG. 1890 Im Widerstand verhaftet 28.3.1945 Gefängnis Dortmund-Hörde ermordet 1.4.1945 von der Gestapo                                                | | |